# Georg Ernst von Knigge
Georg Ernst Freiherr von Knigge (* 10. Mai 1651 in Bredenbeck; † 19. März  1705 in Leveste) war ein deutscher Verwaltungsbeamter. Er war Amtshauptmann im Kurfürstentum Brandenburg.

## Familie
Knigge ist der älteste Sohn des Obristen Friedrich Ulrich von Knigge auf Bredenbeck. Georg Ernst Freiherr Knigge war Grundherr auf Leveste und Endorf mit Arnstein. Verheiratet war er mit Anna Ottilia von der Lippe (* 1673; † 1722). Diese stiftete den Barockaltar in der Kirche zu Leveste. Das Ehepaar hatte vier Kinder. Die Tochter Ernestine (* 1705; † 1768) war zweimal verheiratet, zuerst mit dem Vetter Johann Siegmund Freiherr Knigge und dann mit Abraham von Hopffgarten. Die ältere Tochter Eleonore (* 1699; † 1762) war mit Johann Karl von Hünerbein-Harkerode liiert. Sohn Friedrich Ludwig Christoph Freiherr Knigge (* 1697; † 1727) erbte die Stammgüter und hatte Sophie Caroline von Reden geheiratet, mit ihr die Tochter Anna. Da sie beide keinen erbberechtigten Sohn hinterließen wurde der Bruder Franz Freiherr Knigge (* 1700; † 1767) Nacherbe. Er gründete mit Charlotte Elisabeth von Münchhausen eine Familie und war zudem Landdrost im Kurstürstentum Hannover.